# Erits Mankants
Erits ou Yerits Mankants (en arménien Երից Մանկանց) est un monastère arménien du Haut-Karabagh, situé dans la région de Martakert.
Il a été érigé en 1691 dans le mélikat de Jraberd par les méliks locaux, les Israelian, vraisemblablement pour concurrencer Gandzasar.
Comme d'autres monastères arméniens du Haut-Karabagh, il a fait l'objet d'investigations et de relevés en 2004.